# Жур-ан-Во
Жур-ан-Во (фр. Jours-en-Vaux) — коммуна во Франции, находится в регионе Бургундия. Департамент коммуны — Кот-д’Ор. Входит в состав кантона Ноле. Округ коммуны — Бон.
Код INSEE коммуны — 21327.

## Население
Население коммуны на 2010 год составляло 100 человек.
| 1962 | 1968 | 1975 | 1982 | 1990 | 1999 | 2010 |
| ---- | ---- | ---- | ---- | ---- | ---- | ---- |
| 172  | 153  | 134  | 114  | 92   | 94   | 100  |

## Экономика
В 2010 году среди 62 человек трудоспособного возраста (15—64 лет) 43 были экономически активными, 19 — неактивными (показатель активности — 69,4 %, в 1999 году было 57,4 %). Из 43 активных жителей работали 39 человек (22 мужчины и 17 женщин), безработных было 4 (2 мужчин и 2 женщины). Среди 19 неактивных 3 человека были учениками или студентами, 8 — пенсионерами, 8 были неактивными по другим причинам.